# Cryptanusia albiclava
Cryptanusia albiclava är en stekelart som beskrevs av Girault 1917. Cryptanusia albiclava ingår i släktet Cryptanusia och familjen sköldlussteklar. Inga underarter finns listade i Catalogue of Life.